# تايغا هارادا
تايغا هارادا (باليابانية: 原田 大雅) (مواليد 18 أكتوبر 1996) هو لاعب كرة قدم ياباني.

## وصلات خارجية
- تايغا هارادا على موقع رابطة كرة القدم اليابانية للمحترفين (اليابانية)
- تايغا هارادا على موقع Soccerway.com (الإنجليزية)